# António Luís de Távora
António Luís de Távora (? - 1737) - ou Luís Antônio de Távora - foi um militar e fidalgo português. Foi o sexto governador e capitão-general da capitania de São Paulo e 4º Conde de Sarzedas.

## Biografia
Luís Antônio de Távora foi o segundo filho do 1º conde de Alvor, Francisco de Távora. Serviu com distinção na Guerra da Sucessão da Espanha onde foi ferido em combate. Foi coronel de um dos regimentos levantados pelo rei da Inglaterra em Portugal para essa guerra. Subiu a tenente-coronel. Casou com sua sobrinha, a 4ª condessa de Sarzedas D. Teresa Inês Marcelina Vitória da Silveira (1695-1747) filha do 3º conde de Sarzedas e de D. Inácia de Noronha. Foi por isso feito conde de Sarzedas por casamento, por carta de D. João V de Portugal em 1730.
Em 24 de março de 1732 foi nomeado por D. João V governador da capitania de São Paulo, no Brasil, que nesse tempo abrangia um território muito maior do que o atual estado, governando a partir de 29 de setembro do mesmo ano. Em 1736 foi para essa última região, por ordem real, para  ali fundar novas povoações, por lá permanecendo até "28 de agosto de 1737, data em que faleceu no Arraial de Traíras, quando em visita aos arraiais de mineração longínquos da Capitania." Foi sepultado na igreja do Arraial de Traíra e seus ossos mais tarde levados para Lisboa.

## Homenagens Póstumas
Luís Antônio de Távora foi indiretamente homenageado com a Rua Conde de Sarzedas, no centro de São Paulo, importante centro de comércio de produtos evangélicos. Indiretamente porque a rua, aberta nas terras de Dona Anna Maria de Almeida Lorena, neta do 5º Conde de Sarzedas, foi uma homenagem aos "modernos" Sarzedas, uma vez que o título de nobreza foi transferido dos Távoras para a casa do Conde de São Vicente, como consequência do caso Távora.